# Acidente do Boeing 737-200 da TAME em 1983
O acidente do Boeing 737-200 da TAME em 1983 foi um incidente aéreo no qual um Boeing 737-2V2 Advanced operado pela empresa aérea nacional equatoriana TAME, que voava em uma rota doméstica do Antigo Aeroporto Internacional Mariscal Sucre, em Quito, para o Aeroporto Internacional Mariscal Lamar, em Cuenca, bateu numa colina durante a aproximação final, a apenas 1 mi (1,61 km) de seu destino final, matando todas as 119 pessoas a bordo.
A queda foi a primeira e mais mortal colisão na história da TAME e continua sendo o acidente de avião mais mortal da história do Equador. Uma investigação subsequente determinou que o voo caiu devido à inexperiência da tripulação no tipo de aeronave, causando uma colisão com o solo em voo controlado.

## Aeronave
O avião envolvido no acidente foi um Boeing 737-2V2 Advanced, com motores Pratt & Whitney do tipo JT8D-17. Quando a Boeing o entregou, foi registrado como N8283V, mas quando chegou à frota da TAME em 1981, seu prefixo e pintura mudaram para HC-BIG. A TAME chamou-o de Ciudad de Loja. O avião foi pilotado por Jorge Peña. 103 pessoas (95 passageiros e oito tripulantes) vieram do Equador, 11 vieram da Colômbia e cinco dos Estados Unidos.

## Histórico do voo
Na manhã de 11 de julho de 1983, o avião decolou do Aeroporto Internacional Mariscal Sucre em Quito para um voo doméstico para o Aeroporto Mariscal Lamar em Cuenca com 111 passageiros e oito tripulantes. O avião encontrou condições de nevoeiro durante a aproximação final ao Aeroporto Mariscal Lamar, mas as condições meteorológicas naquele dia foram relatadas como claras. A tripulação entrou em contato com a torre de controle de Cuenca para obter permissão para pousar o avião, que foi concedida.
Durante os últimos minutos do voo, os pilotos se distraíram durante uma conversa, sem saber que o avião estava voando perigosamente baixo em direção a uma montanha. Além disso, ao mesmo tempo, estavam experimentando alguns dos controles e sistemas da aeronave.
Segundos antes de o avião chegar à colina Bashún, na paróquia Ricaurte, a 1 mi (1,61 km) do aeroporto, o sistema de aviso de proximidade do solo foi ativado, anunciando uma colisão iminente no chão e soando um alarme. O capitão e o primeiro oficial tentaram evitar a montanha aplicando força total aos motores e fazendo uma subida íngreme, mas era tarde demais. O avião raspou num pico de montanha, explodiu e deslizou em um barranco; não houve sobreviventes.
Dois minutos depois que o sinal do avião foi perdido na tela do radar, o controle de tráfego aéreo de Cuenca declarou uma emergência. No dia seguinte, aviões de busca e equipes de resgate chegaram à última posição conhecida do avião. Devido à distância e ao difícil acesso ao local do acidente, demorou várias horas para o pessoal de resgate chegar ao local.

## Investigação
Após receios iniciais de uma possível sabotagem, foram adotados pelas autoridades da aviação civil depois que uma emissora de rádio relatou testemunhas de uma explosão no ar. Durante a investigação, isso foi descartado devido à falta de evidências. As “autoridades civis” da aviação iniciaram uma investigação, em cooperação com a Boeing, Pratt & Whitney e o Conselho Nacional de Segurança nos Transportes dos Estados Unidos.
Os resultados da investigação foram apresentados vários meses depois e concluíram que a falha humana foi uma causa direta do acidente, vários fatores foram identificados: o treinamento dos pilotos não foi realizado de forma adequada pela TAME para o Boeing 737-2V2 Advanced, a equipe não estava completamente familiarizada com os controles da aeronave, e a tripulação se distraiu ao tentar localizar a pista sob uma névoa espessa. Consequentemente, o avião caiu abaixo da altitude mínima segura em uma região montanhosa, com a tripulação ignorando os comandos voz do radar de proximidade até segundos antes do impacto.